# Galette de microcanaux

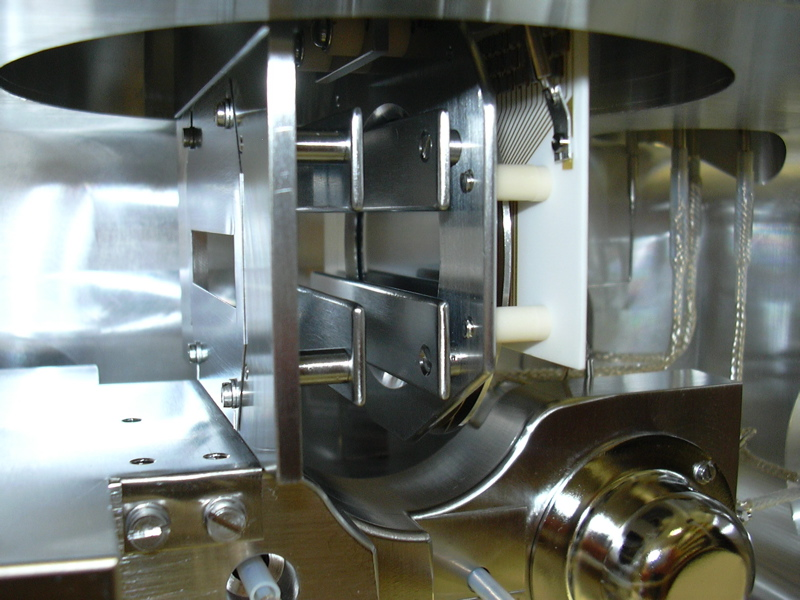
Galette de microcanaux du scanner de surface d'un spectromètre de masse Finnigan MAT 900.

Une galette de microcanaux (MCP pour microchannel plate) est un dispositif amplificateur de charge électrique au fonctionnement similaire à celui du photomultiplicateur ; on peut la considérer comme une galette de photomultiplicateurs.
La galette céramique comporte un réseau de microcanaux, petits tubes la traversant de part en part et recouverts d'un dépôt métallique. La galette est polarisée.
Lorsqu'une charge entre dans un canal et percute sa paroi, elle provoque l'émission de plusieurs électrons qui sont accélérés par la tension de polarisation. Les électrons émis vont à leur tour frapper la paroi et provoquer l'émission d'autres électrons ; il y a donc amplification en cascade.
La galette de microcanaux permet la détection de charge à deux dimensions. Les charges entrantes peuvent être des ions, comme dans le cas d'un SIMS ou d'une sonde atomique tomographique, ou bien des électrons. Les électrons peuvent être créés par un écran scintillateur, comme dans le cas d'un amplificateur de lumière ou d'une caméra thermique.
La « gerbe de charges » sortant de la galette peut être visualisée par un écran fluorescent, éventuellement reprise par une caméra (caméra CCD par exemple), ou bien être numérisée par un détecteur adapté.

## Liens
Industriels proposant des galettes de microcanaux
- PHOTONIS
- Hamamatsu
- http://www.photek.com
- (en) Michael Lampton, « The Microchannel Image Intensifier », Scientific American, vol. 245, no 5,‎ 1er novembre 1981, p. 62 - 71 (lire en ligne [PDF])
- Image Intensifier User Guide
- How an Image Intensifier Tube Works
- MICROCHANNEL PLATE DETECTORS
- Introduction to Image Intensifier Tubes
- (en) Brevet U.S. 3979621
- (en) Brevet U.S. 4153855
- (en) Brevet U.S. 4780395
- (en) Brevet U.S. 5265327
- (en) Brevet U.S. 5565729
- (en) Brevet U.S. 7420147
- (en) Brevet U.S. 7990032